# Mačke s Krempljevega hriba
Mačke s Krempljevega hriba (izvirno Cats of Claw Hill) je dokumentarna serija o domačih mačkah.

## Seznam epizod
- 1: Pojedina ali lakota (Feast or Famine)
- 2: Nori lajež (Barking Mad)
- 3: Ulov dneva (Catch of the Day)
- 4: Menjava sob (Changing Rooms)
- 5: Hrana za misli (Food for Thought)
- 6: Sosedska straža (Neighborhood Watch)
- 7: Maček iz žaklja (Cat out of Bag)